# Jan Goris
Jan Goris (Arendonk, 1 mei 1890 – aldaar, 23 september 1976) was een Belgisch historicus, auteur en voormalig onafhankelijk politicus.

## Biografie
Na zijn studies humaniora was hij 46 jaar werkzaam als bediende in de Société Anonyme des Poudres en Dynamite d' Arendonk.
Tijdens de oorlogsjaren 1941-1944 was hij burgemeester van Arendonk.
Nadat de Duitsers België hadden bezet, werden van hogerhand 430 nieuwe burgemeesters benoemd in Vlaanderen. De provinciegouverneur en zijn arrondissementscommissaris droegen Jan Goris voor als kandidaat, vanwege zijn onbesproken gedrag en politieke neutraliteit. Hij was bovendien nooit eerder kandidaat geweest voor een politieke partij. In maart 1941 werd hij benoemd.
Jan Goris was ook amateurhistoricus en had bijzondere aandacht voor het verleden van zijn geboortedorp. In 1939 verscheen Het Vizirgat, een studie over de Arendonkse folklore. Hij specialiseerde zich in het geslacht Van Eyck en publiceerde daarover De herkomst van Jan Van Eyck (1959), Jan Van Eyck in de Kempen (1965), Jan Van Eyck, geen Luikenaar, uit de Kempen, uit Arendonk (1967), en Het geheim van het Lam Gods ontsluierd (1971). Al deze werken leveren bewijsvoering voor de Arendonkse afkomst van Jan Van Eyck, de Vlaamse primitief.
In 1966 ontving Jan Goris de Provinciale Prijs van Geschiedenis en Volkskunde voor zijn werk Aloude valkerij in de Kempen en aan de vorstelijke hoven.
- International Standard Name Identifier: 0000 0000 2757 4603
- Library of Congress Control Number: n88060305
- Nederlandse Thesaurus van Auteursnamen: 074846388
- Virtual International Authority File: 68011323
- WorldCat: E39PBJdx7KmMpDJccPFyq7y68C